# Freightliner PL
Freightliner PL (skrót FPL) – prywatny przewoźnik kolejowy wchodzący w skład brytyjskiej grupy Freightliner Group, wiodącego operatora kolejowego w Wielkiej Brytanii oraz Genesee & Wyoming Inc., amerykańskiego współwłaściciela spółki kolejowych przewozów towarowych. Przedsiębiorstwo powstało w 2005, kiedy to prezes Urzędu Transportu Kolejowego wydał licencję na wykonywanie przewozów kolejowych rzeczy, osób oraz udostępnianie pojazdów trakcyjnych.
Tabor początkowo stanowiły wyłącznie lokomotywy spalinowe JT42CWRM. W grudniu 2015 przewoźnik rozpoczął ponadto eksploatację spalinowozów typu 311D, a w 2016 elektrowozów E6ACTd z rodziny Newag Dragon.

## Galeria lokomotyw

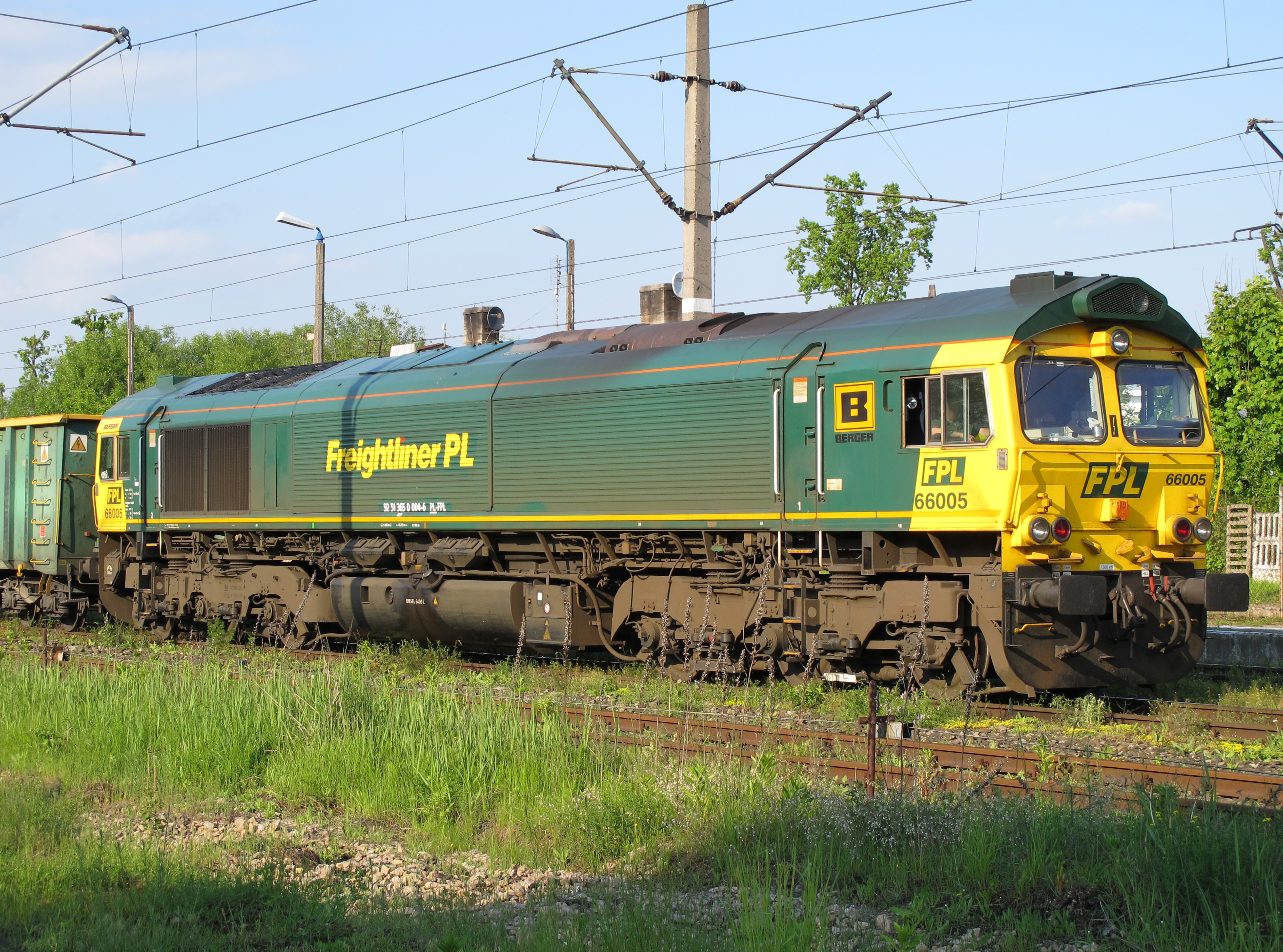
Class 66 w Wasilkowie
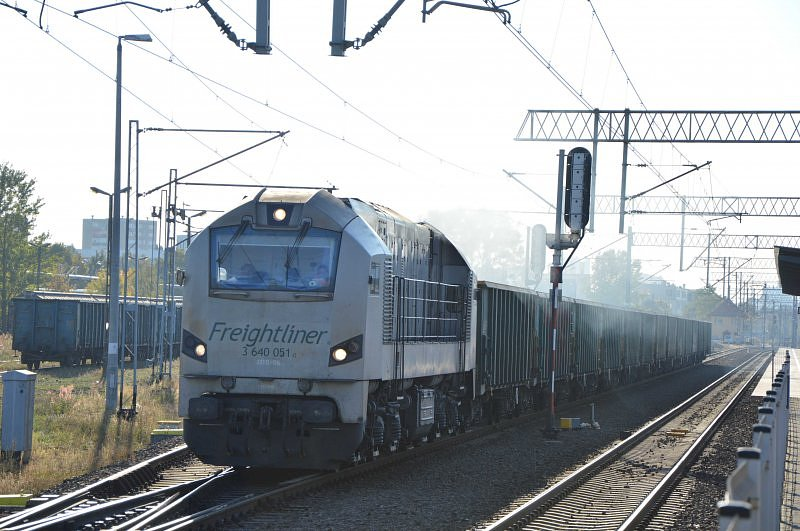
311D-06 w Poznaniu
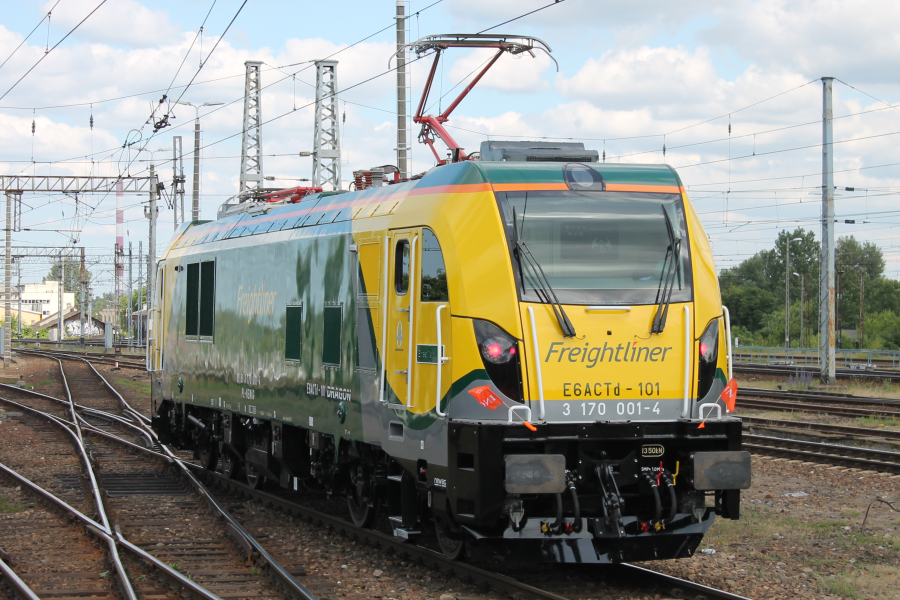
E6ACTd-101 w Warszawie